# Květoslava Petříčková
Květoslava Petříčková (* 17. července 1952 Praha, Československo) je bývalá československá pozemní hokejistka, hrající na brankářském postu. V letech 1968 až 1982 československá reprezentantka, držitelka stříbrné medaile z olympiády v Moskvě z roku 1980. Za reprezentační tým poprvé nastoupila v roce 1968, odehrála 89 utkání v nichž vstřelila 13 branek. Aktivní kariéru ukončila v roce 1984 po 1. mistrovství Evropy ve francouzském Lille, kde československé reprezentantky obsadily 9. místo.
Petříčková byla hráčkou pražských Bohemians, se kterými se pětkrát stala mistryní Československa.